# びいな
びいな (VENA) は、かつて東日本フェリーが運航していたフェリーである。船名は、ヴェーダ神話に登場する王、ヴェーナ (Vena) の名前に由来する。

## 概要
1987年に就航し、以後、2007年10月の引退まで一度も他航路へ転配することなく青函航路で活躍した。2007年9月1日就航した高速フェリー「ナッチャンRera」就航後も青函航路を運航していたが、「ナッチャンRera」就航で係船されていた「ばにあ」と入れ替わる形で、2007年11月1日に引退した。
引退後は室蘭港に係留されていたが、ギリシャの船会社への売却が決定。船名は「ODYSSEAS ELYTIS」に改められ、同年12月に日本を離れている。2015年9月現在はインドネシア船籍の「ELYSIA」として運航中である。

## 船内
Aデッキ
- 展望室
- ラウンジ
- 喫煙室

Cデッキ
- 案内所・売店
- サロン
- 男性シャワー室
- 自販機コーナー
- 2等和室
- ドライバー室